# Der letzte Gentleman
Der letzte Gentleman (Originaltitel: The Extra Man) ist eine US-amerikanisch-französische Komödie von den Regisseuren Shari Springer Berman und Robert Pulcini aus dem Jahr 2010, nach dem Roman The Extra Man von Jonathan Ames.

## Handlung
Der schüchterne, einsame und romantische Louis Ives unterrichtet Literatur in Princeton. Auf Grund von Sparmaßnahmen des Colleges verliert er seinen Job und das dazugehörige Appartement. Er reist nach New York um Schriftsteller zu werden und findet über eine Zeitungsannonce ein Zimmer zur Untermiete. Der Vermieter der leicht heruntergekommenen Wohnung ist der alternde Henry Harrison, ein verarmter, erfolgloser, exzentrischer Lyriker, der seinen Lebensunterhalt auch als Begleiter reicher, alter Frauen verdient. Louis findet einen Job bei einem Umweltmagazin, wo er Mary kennenlernt, die für ihn unerreichbar ist. Durch Cross-Dressing versucht er ihr näher zukommen. Zwischen den beiden ungleichen und mit sich selbst kämpfenden Wohnungsgenossen entsteht langsam eine Freundschaft, zu der am Ende auch der schräge Nachbar Gershon gehört.

## Produktion
Der Film wurde in New York City zwischen Februar und April 2009 gedreht. Die Uraufführung fand am 25. Januar 2010 auf dem Sundance Film Festival statt. In die US-Kinos kam er am 30. Juli 2010. In Deutschland wurde er erstmals am 5. Oktober 2010 auf dem Filmfest Hamburg gezeigt. Der deutsche DVD-Start war am 7. April 2011.

## Kritik
Der Film sammelte meistens gemischte bis negative Kritik. Nach Beurteilung der Seite Rotten Tomatoes hat er eine Rate von 43 % (verfault/rotten), auf Internet Movie Database einen Wert 5,8/10, Metacritic gibt einen Metascore von 56 von 100 an (Stand: September 2012).

„Die grandios gespielte, intelligent geschriebene Satire schlägt sich auf die Seite verschrobener Exzentriker und erweist zugleich der Upper East Side von New York Reverenz.“